# بافول روسكو
بافول روسكو (بالسلوفاكية: Pavol Rusko؛ ولد في 20 أغسطس 1963) هو سياسي سلوفاكي متقاعد، ورجل أعمال إعلامي بارز، وأحد مؤسسي قناة تي في ماركيزا، بالإضافة إلى كونه مدانًا في قضايا احتيال مالي. شغل منصب وزير الاقتصاد في سلوفاكيا بين عامي 2003 و2005، كما كان المدير العام لقناة ماركيزا، التي كانت في حينها أكثر القنوات الخاصة مشاهدة في البلاد، بين 1996 و2000.

## المسيرة المبكرة
وُلد روسكو في براتيسلافا ودرس في جامعة الاقتصاد في المدينة. دخل عالم الإعلام في تسعينيات القرن العشرين، حيث شارك عام 1996 في تأسيس قناة تي في ماركيزا، التي أصبحت خلال سنوات قليلة المحطة التلفزيونية الخاصة الأكثر شعبية في سلوفاكيا.

## العمل السياسي
أسس روسكو في عام 2001 حزب التحالف الجديد (ANO)، وهو حزب ليبرالي وسطي، ودخل الحكومة الائتلافية عام 2003 كوزير للاقتصاد في حكومة ميكولاش زوريندا. خلال فترة توليه المنصب، ركّز على الإصلاحات الاقتصادية، لكنه أُقيل في أغسطس 2005 بعد خلافات سياسية داخلية.

## القضايا القانونية
في عام 2017، وُجهت لروسكو تهم بتزوير سندات إذنية تعود إلى فترة إدارته لقناة ماركيزا، بالتعاون مع رجل الأعمال ماريا شتاينر. ووفقًا للادعاء، بلغت قيمة السندات المزورة عشرات الملايين من اليوروهات. في أبريل 2021، أدانته المحكمة وحكمت عليه بالسجن 19 عامًا.
كما واجه روسكو قضايا أخرى، منها اتهامات بالتآمر لارتكاب جريمة قتل في قضية منفصلة تعود أحداثها إلى أوائل الألفية، لكنه نفى جميع التهم.

## الإرث والجدل
يُعد روسكو شخصية مثيرة للجدل في السياسة والإعلام السلوفاكي، إذ يُنظر إليه من جهة كمبتكر إعلامي ساهم في تحديث المشهد التلفزيوني في البلاد، ومن جهة أخرى كشخصية سياسية ورجل أعمال لاحقته الفضائح القضائية والمالية التي أنهت مسيرته.